# Moras-en-Valloire

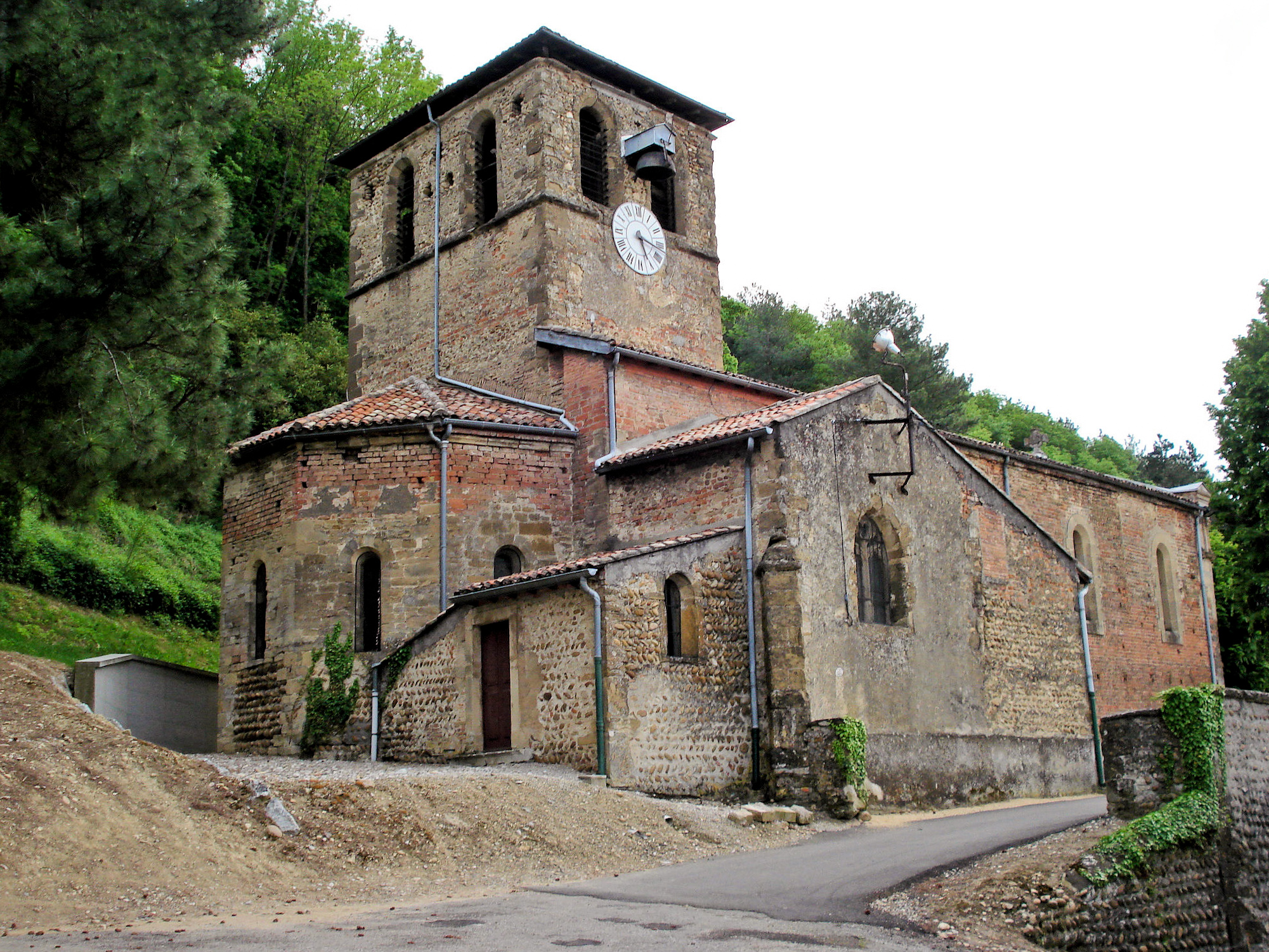
Kościół w Moras-en-Valloire, 2008

Moras-en-Valloire – miejscowość i gmina we Francji, w regionie Owernia-Rodan-Alpy, w departamencie Drôme.
Według danych na rok 1990 gminę zamieszkiwały 582 osoby, a gęstość zaludnienia wynosiła 68 osób/km² (wśród 2880 gmin regionu Rodan-Alpy Moras-en-Valloire plasuje się na 1075. miejscu pod względem liczby ludności, natomiast pod względem powierzchni na miejscu 1237.).